# 8109-es mellékút (Magyarország)
A 8109-es számú mellékút egy közel másfél kilométer hosszú, négy számjegyű országos közút Komárom-Esztergom vármegye székhelye, Tatabánya központjának északi részén. Korábban az 1-es főút része volt, de a város keleti elkerülőjének átadása óta már csak négy számjegyű útnak minősül.

## Nyomvonala
Az 1-es főútból ágazik ki, annak 57. kilométerénél, a tatabányai belváros északi peremén. Osztott pályás útként indul, majdnem déli irányban, Győri út néven, és mindhárom felsorolt tulajdonságát megtartja gyakorlatilag a teljes hosszában. Keleti oldalán jellemzően lakónegyedek sorakoznak, míg nyugatról kisebb-nagyobb ipari és kereskedelmi létesítmények sora kíséri a nyomvonalát.
400 méter után kiágazik belőle nyugat felé a Kisbérre vezető 8135-ös út, kezdőpontját leszámítva ez az egyetlen nagyobb kereszteződése. Innen még majdnem egy kilométert halad azonos néven és azonos irányban; kilométer-számozásásának végpontja a Mozdony út–Álmos vezér utca kereszteződésnél van, melyek közül az előbbi szolgálja ki a Budapest–Hegyeshalom–Rajka-vasútvonal Tatabánya vasútállomását és a város 2007-ben átadott autóbusz-állomását.
Teljes hossza, az országos közutak térképes nyilvántartását szolgáló kira.gov.hu adatbázisa szerint 1,342 kilométer.